# Hôtel de ville d'Avesnes-sur-Helpe
L'hôtel de ville d'Avesnes-sur-Helpe est un monument de la ville homonyme dans le département du Nord. Situé dans le centre-ville, il a d'abord été utilisé comme tribunal avant de devenir le siège de la municipalité.
Il fait l’objet d’un classement au titre des Monuments historiques depuis le 9 janvier 1930. L'arrêté d'inscription du 16 novembre 2021 complète ce classement.